# Kings Canyon (Kalifornien)

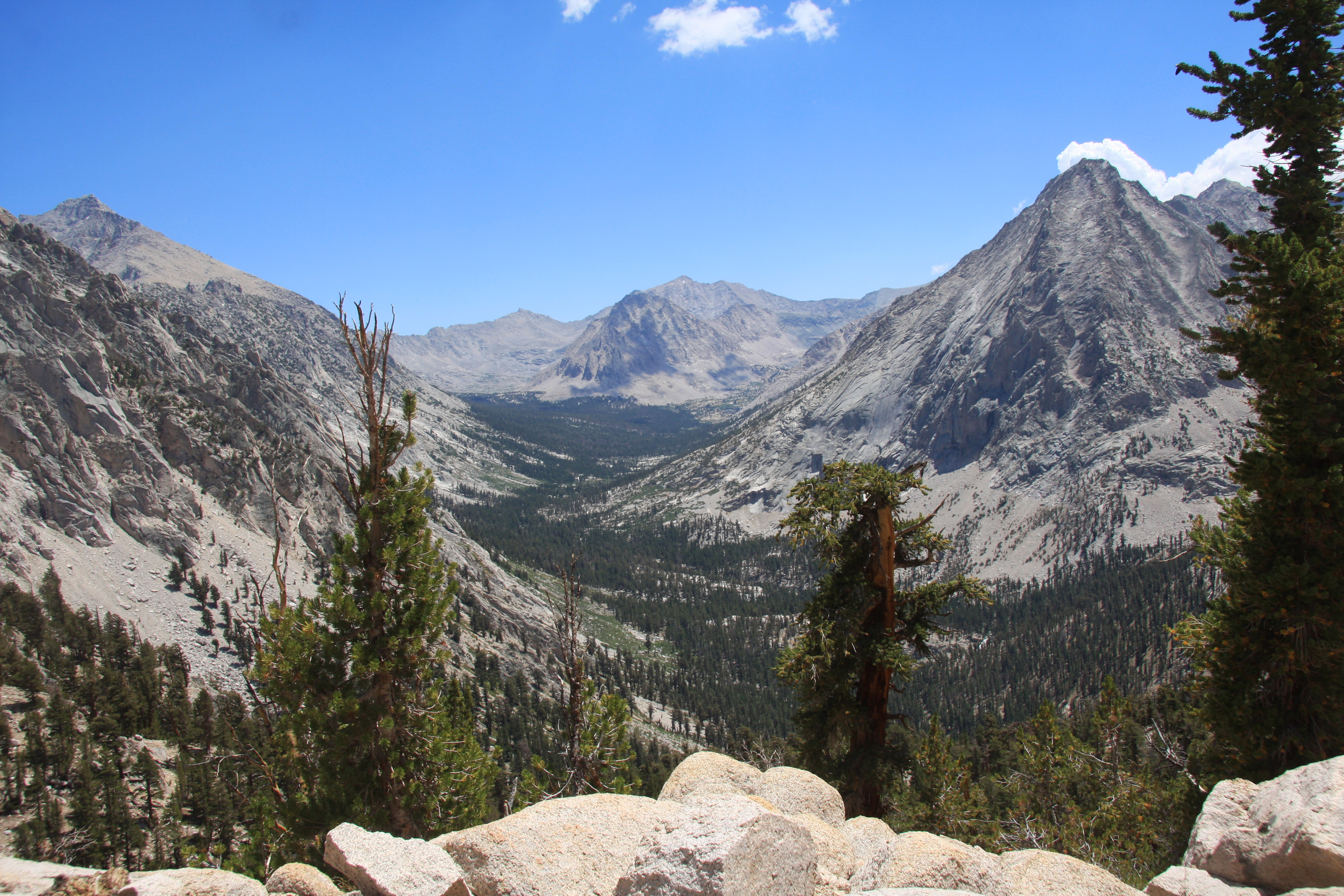
Blick über den Kings Canyon

Der Kings Canyon ist das mit 2500 Metern tiefste Tal Nordamerikas. Er liegt in der südlichen Sierra Nevada im US-Bundesstaat Kalifornien. In ihm entspringt der South Fork Kings River, der südliche Quellfluss des Kings River. Das Tal ist ein eiszeitliches Trogtal und wurde von Gletschern aus dem Granit der Bergkette ausgeschliffen. Die steilen Wände des im oberen Teil engen Tales qualifizieren es als Schlucht. Weil die horizontale Trassierung fehlt, handelt es sich nach dem deutschen Sprachgebrauch jedoch nicht um einen Canyon.
Zusammen mit dem nördlich anschließenden Tal des Middle Fork Kings River und weiteren kleineren Gebieten ist der Kings Canyon ein Teil des Kings-Canyon-Nationalparks, der zu den Sequoia-&-Kings-Canyon-Nationalparks gehört. Nur der untere Teil des Tales mit Ost-West-Ausrichtung ist von Fresno über die Stichstraße California State Route 180 erschlossen. Die höheren Lagen sind nur über Bergwanderungen oder auf Packtouren per Pferd oder Maultier erreichbar. 
Das Quellgebiet des South Fork Kings River liegt in einem ausladenden Hochtal mit einer Vielzahl an Bergseen auf einer Höhe um 3400 Meter. Durch es verläuft der Fernwanderweg John Muir Trail, und das Hochtal ist für Bergsteiger auch vom Owens Valley auf der Ostflanke der Sierra Nevada über den 3485 Meter hohen Taboose Pass erreichbar. 